# Thomas Savy
Thomas Savy (* 11. November 1972 in Paris) ist ein französischer Holzbläser (Tenorsaxophon, Bassklarinette, Klarinette, auch E-Bass), der als Klarinettist sowohl in der Klassik als auch im Jazz bekannt wurde.

## Wirken
Savy, der ein klassisches Klarinettestudium am Conservatoire National de Région in Paris 1993 mit Auszeichnung abschloss, wurde 1994 in die Abteilung für Jazz und improvisierte Musik am Conservatoire National Supérieur de Musique Paris aufgenommen, wo er unter der Leitung von François Jeanneau, Hervé Sellin, Jean-François Jenny-Clark, Daniel Humair und François Théberge studierte und 1997 mit einem Premier Prix in Improvisation abging.
Rasch wurde Savy als Tenorsaxophonist zu einem festen Bestandteil der Pariser Bigbands. In Zusammenarbeit mit Arnaud Rebotini und Vincent Artaud trug er auf der Klarinette zur Entwicklung mehrerer Projekte im Bereich der zeitgenössischen Musik (INA-GRM, Radio France) und des Elektro (Zend Avesta) bei. Im Bereich des Jazz hat Savy sich auf die Bassklarinette spezialisiert. Mittlerweile zählt er zu den Musikern, der auf ihr nicht nur ein freies Spiel pflegt, sondern zudem die swingende amerikanische Tradition schätzt. 2004 stellte er als Bandleader sein Projekt Archipel mit Michael Felberbaum an der Gitarre, Pierre de Bethmann an den Keyboards, Stéphane Kerecki am Kontrabass und Karl Jannuska am Schlagzeug vor, das von der Kritik herausgestellt wurde. Für sein Album French Suite, das er mit Bill Stewart und Scott Colley einspielte, wurde von Werner Stiefele mit dem Stellenwert von Eric Dolphy verglichen. Sein drittes Album, Archipel2: Bleu wurde als bestes Album des Jahres bei den Victoires du Jazz nominiert.
Weiterhin arbeitete Savy mit Christophe Dal Sasso, Raphaël Imbert, Pierrick Pedron, François Théberge, Steve Potts, David El Malek, Fabien Mary und Amy Gamlen. Er ist außerdem auf Aufnahmen mit Christian Escoudé, Patrick Artero, Rick Margitza und Julien Loureau zu hören.

## Diskographische Hinweise
- Archipel (Nocturne, 2006)
- French Suite (Plus Loin Music, 2010)
- Archipel2: Bleu (Plus Loin Music, 2014)

Klassik
- Eisler & Prokofiev: Bridges (Hollywood Song Book & Transcriptions) mit Guillaume de Chassy, Laurent Naouri, Arnault Cuisinier (Alpha, 2015)
- Schubert – Lieder mit Natalie Dessay, Philippe Cassard (Sony Classic, 2017)
- Schubert – Ellington (Live) mit Karen Vourc’h, Louis Rodde, Guillaume de Chassy (B-Records, 2019)